# Bod záchrany

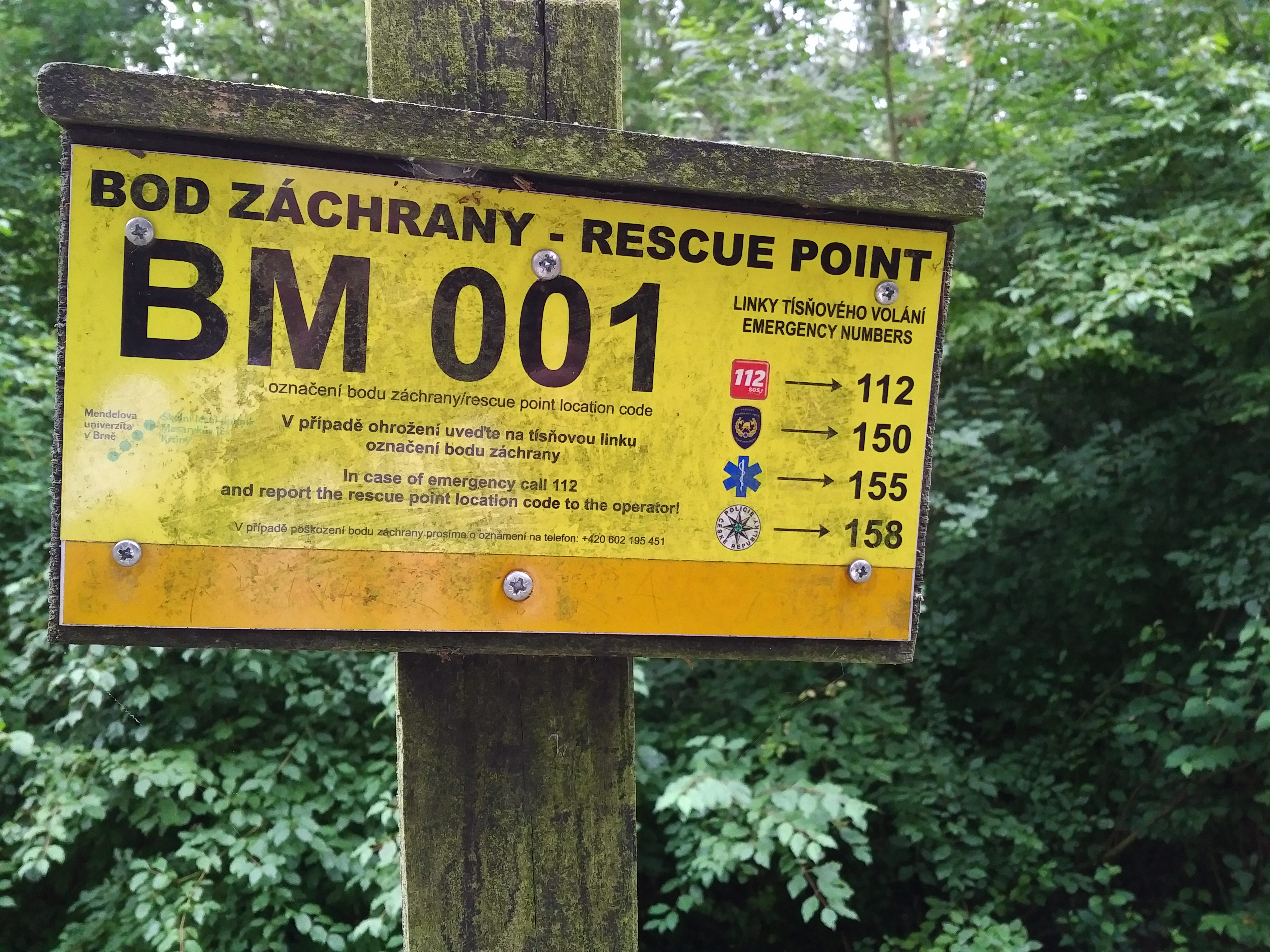
Bod záchrany v lese spravovaném Mendelovou univerzitou v Brně

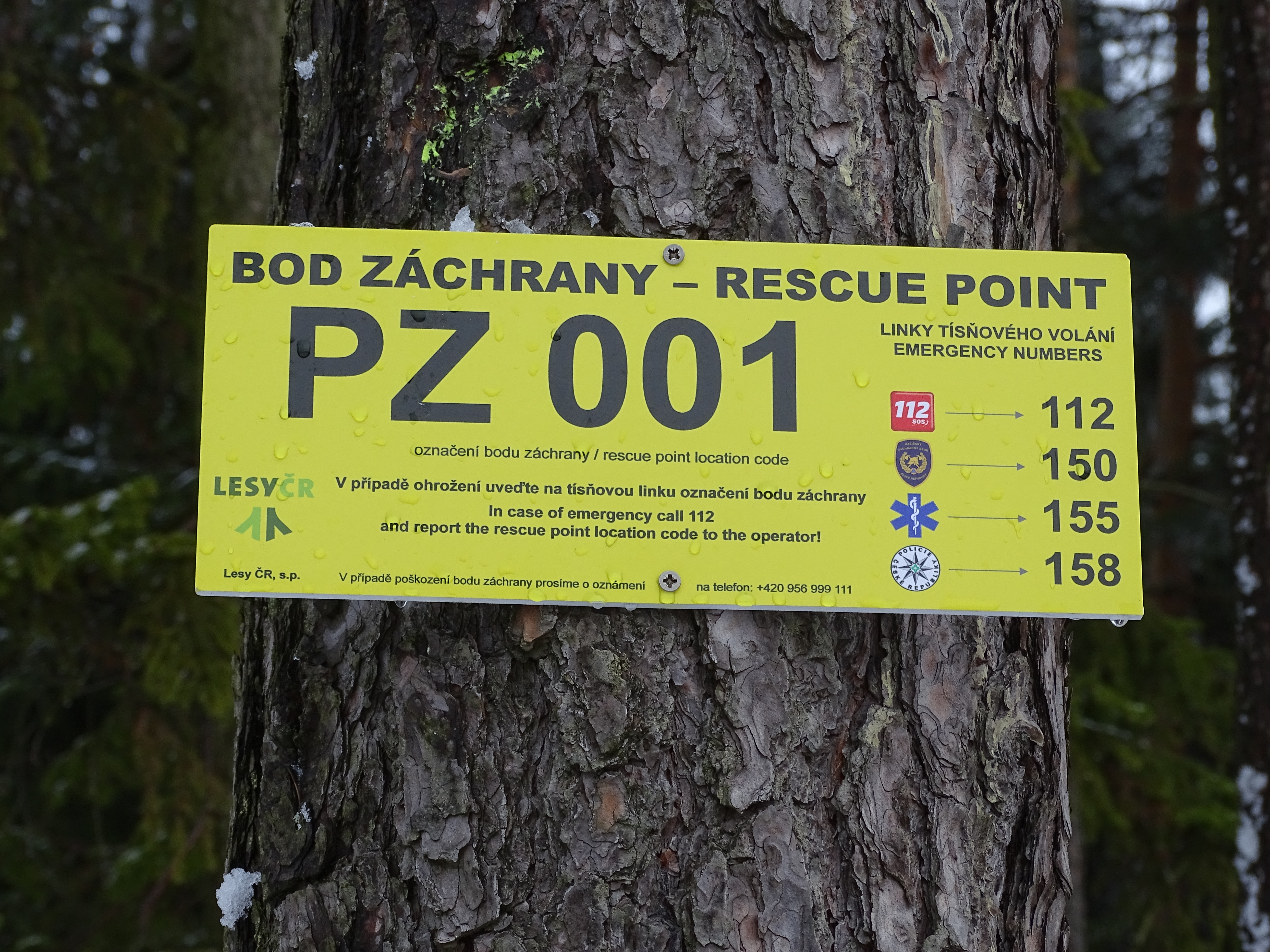
Bod záchrany Lesů České republiky PZ 001 z roku 2016 na parkovišti na hřebeni Hřebenů u silnice II/116 mezi Řevnicemi a Mníškem pod Brdy, odpovídající metodice HZS z roku 2015

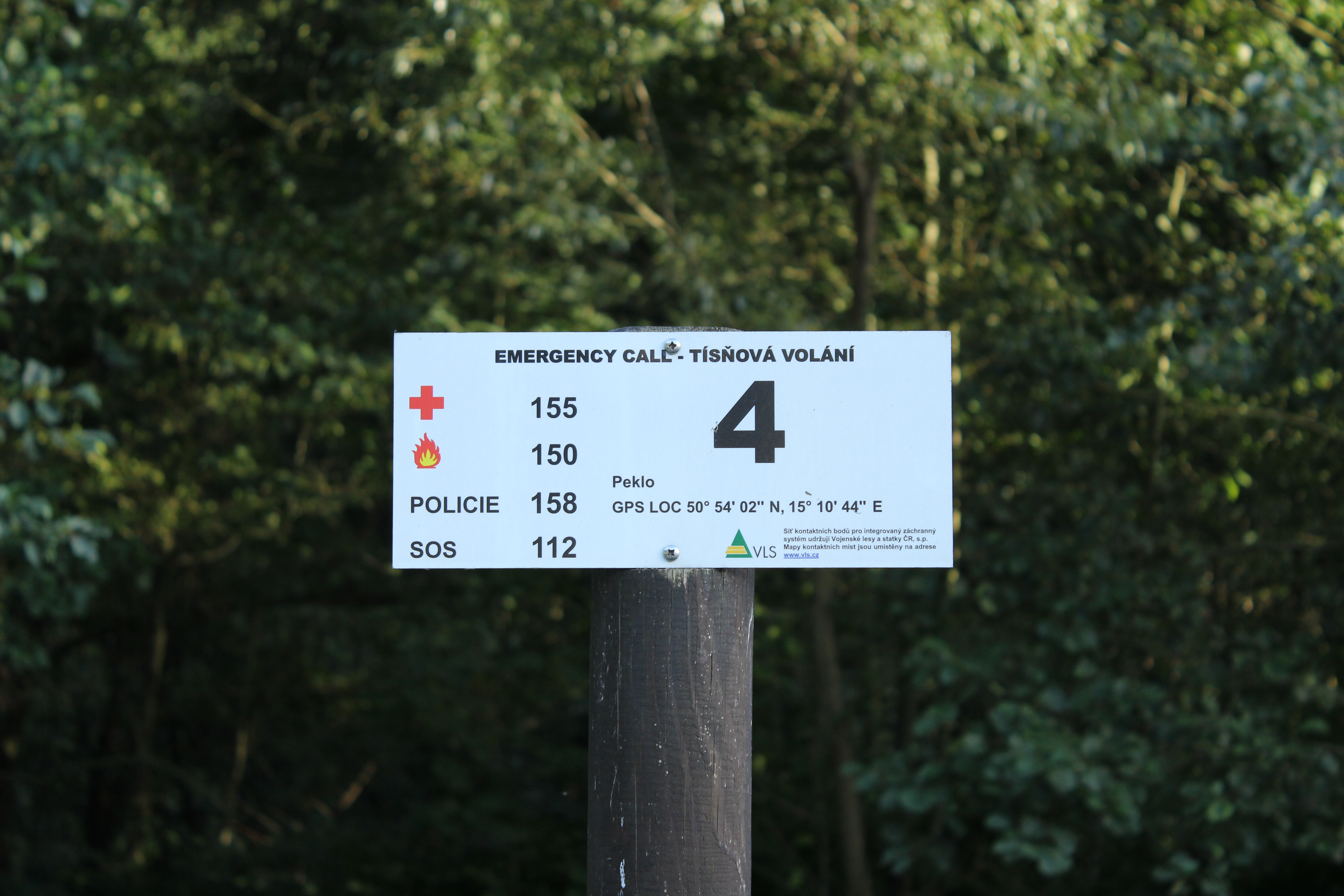
Tabulka Vojenských lesů a statků v Pekle, části Raspenavy

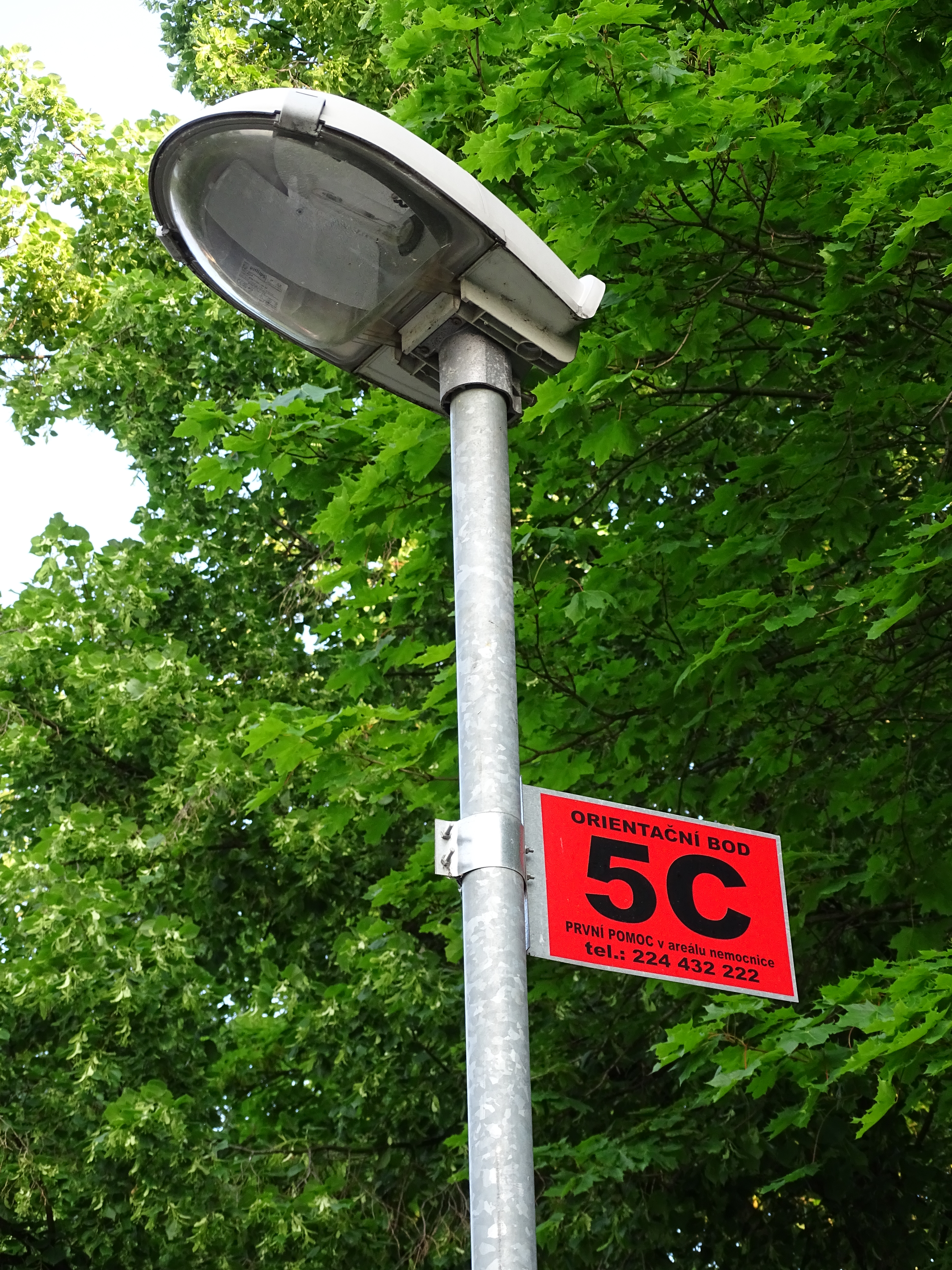
Orientační bod 5C v pražské fakultní nemocnici v Motole

Bod záchrany (rescue point, původně nazývaný traumatologický bod) je místo v horách, lesích či jiných neobydlených oblastech označené tabulkou s unikátním kódem usnadňujícím lokalizaci v případě potřeby záchrany turisty, výskytu požáru nebo při jiné mimořádné události. Tabulka dále obsahuje telefonní čísla na tísňové linky, některé také obsahují zeměpisné souřadnice daného bodu.

## Traumatologické body v Česku

### Historie
Traumatologické body existovaly v rámci traumatologických plánů pro oblasti lesnických prací již za ČSSR. Podle ministerské příručky pro kočí z roku 1990 byl lesník při předávání pracoviště povinen seznámit dělníky s traumatologickým plánem, poučit je o nejbližším traumatologickém bodu a jeho čísle, nejbližší telefonní stanici a telefonním čísle záchranné služby, tyto informace měly zůstat na pracovišti písemně vystaveny. Traumatologický bod je podle příručky značen tabulkou s červeným křížem a číslem, přičemž mapu s vyznačením těchto bodů (traumatologický plán) vlastní jak provoz lesního hospodářství, tak záchranná služba. Traumatologické body byly voleny s ohledem na možnost příjezdu vozů záchranné služby.
První traumatologické body na Šumavě v ČR byly vyznačeny v roce 2008 v rámci projektu Bezpečná Šumava. 35 bodů vyznačily v Jihočeském a Plzeňském kraji Lesy ČR, lesní závod Boubín, a to s tím, že u většiny z těchto bodů může přistát vrtulník. Šest traumatologických bodů vyznačilo v roce 2011 v městských lesích město Kašperské Hory, čímž se počet traumatologických bodů na Šumavě zvýšil na 127.
Od roku 2011 se zavádějí také v Krkonoších. 
Před rokem 2014 Lesy ČR vyznačily 238 traumatologických bodů na Litvínovsku, z toho u třech bodů může přistávat vrtulník. V roce 2014 vyznačily Lesy České republiky, lesní správa Buchlovice, 147 traumatologických bodů ve Chřibech. Lesy ČR v roce 2014 hodlaly využít zkušeností lesních správ z Buchlovic, Boubína a Litvínova k zavedení jednotného systému traumatologických plánů v rámci všech lesů, které spravují. V září 2016 vydaly Lesy ČR tiskovou zprávu, že od října 2016 budou žluté tabule bodů záchrany rozmístěny ve státních lesích v celé republice, a to na 2500 místech, na základě projektu zpracovávaného od roku 2014 ve spolupráci s Hasičským záchranným sborem České republiky, který eviduje všechny „body záchrany“ v zemi. Místa vytipovali lesníci, většinou jde o turistická rozcestí, lesní cyklostezky, lokality, jimiž prochází singltrek, horská sedla, pohoří nebo rozsáhlé lesy. Výroba tabulí prý stála 160 tisíc korun a není vyloučeno, že v budoucnu přibudou další. Tabulky umisťované Lesy ČR před říjnem 2016 ve státních lesích na Litvínovsku, Luhačovicku a v okolí Boubína označila mluvčí LČR v září 2016 za živelně umisťované, bez systematické evidence či jednotné grafiky.
V roce 2015 byly traumatologické body vyznačeny ve Středních Brdech v rámci přípravy vojenského újezdu Brdy na zřízení a zpřístupnění chráněné krajinné oblasti Brdy.
Traumatologické body jsou vyznačeny i uvnitř areálu motolské nemocnice v Praze, tam jsou nazvány „orientační bod“. 
23. října 2015 vydalo generální ředitelství Hasičského záchranného sboru České republiky metodickou pomůcku pro zřizování, rozmísťování a evidenci bodů záchrany na území České republiky, určenou pro vlastníky lesů. Metodický materiál konstatuje, že nebyl dohledán  platný legislativní rámec k bodům záchrany a proto je materiál pouze doporučující. Pokud však má bod záchrany být zahrnut do operační dokumentace IZS, pak je stanovený postup pro vlastníka pozemku závazný.

## Regulace Hasičským záchranným sborem
Tabulka bodu záchrany by měla obsahovat minimálně jedinečný identifikátor a tísňová telefonní čísla. Z toho vyplývá, že evidenci bodů záchrany by měl vést (a zpřístupňovat!) jeden subjekt, a to správce Integrovanného záchranného systému, kterým je HZS ČR. Hasičský záchranný sbor však k tomu nemá zákonný podklad, takže tuto službu poskytuje pouze pro potřeby IZS. Vydal metodiku, po jejímž splnění přidá bod do své, veřejnosti nepřístupné, databáze (operační dokumentace IZS). Nikdo jiný než ISZ tak nemůže tabulek využít k informacím a/nebo pomoci lidem v nouzi.
Takzvaná "Jednotná metodika HZS ČR" z října 2015 stanoví, že unikátní kód označení bodu záchrany se skládá ze značky okresu, v němž je umístěn bod záchrany a třímístného pořadového čísla, přičemž kódy okresů jsou v některých případech pro účely metodiky upraveny. Kódy dříve zřízených bodů zůstávají v platnosti, přičemž Národní park Šumava má kódy začínající písmenem A, Krkonošský národní park kódy začínající písmeny TK (v okrese Trutnov) nebo SK (v okrese Semily), Krušné hory kód KK, Vojenské lesy pouze číselné označení a chráněné krajinné oblasti, přírodní parky a rezervace pouze číselné označení; rovněž lesní správa Litvínov používala pouze číselná označení.
Podle metodiky HZS ČR z října 2015 mají být na tabulce záchranného bodu tyto údaje:
- unikátní kód bodu záchrany, který se skládá z dvoupísmenné značky okresu a třímístného pořadového čísla (např. DO 002)
- důležitá telefonní čísla – národní tísňová čísla hasičů (150), zdravotnické záchranné služby v kraji (155), policie (158) a telefonního centra tísňového volání TCTV (112)
- název tabulky v horní části „Bod záchrany - Rescue Point“
- text „LINKY TÍSŇOVÉHO VOLÁNÍ / EMERGENCY NUMBERS“
- text „označení bodu záchrany / rescue point location code“
- text „V případě ohrožení uveďte na tísňovou linku označení bodu záchrany / In case of emergency call 112 and report rescue point location code to the operator“
- název a logo (znak) vlastníka a telefonní spojení

Metodika HZS ČR své požadavky na provedení a instalaci tabulek označuje za výtah z ČSN 01 8025, což je norma pro turistické značení. Podle této metodiky je ovšem polotovarem tabulky plechový výlisek normalizovaných rozměrů 330 mm x 140 mm (zatímco Lesy ČR umisťují tabulky z tvrzeného plastu). Dále metodika stanoví žlutou podkladovou barvu a černý text, a doporučuje na tabulce reflexní prvky nebo reflexní barvu. Plechové směrovky a tabulky se smí upevňovat na živé stromy pouze s pomocí dřevěných lišt, nebo se umisťují na tzv. mrtvé dřevo (dřevěné sloupy a stavby, ploty, apod.). Obvyklé objekty pro umísťování bodů záchrany jsou sloupy, stromy, okapové svody, zábradlí, ploty, zdi, svislé skály apod., případně samostatné dřevěné nebo ocelové sloupky tam, kde jiné vhodné objekty nejsou.

### Podoba tabulky
Šumavská tabulka traumatologického bodu má velikost místopisné tabulky celorepublikového systému Klubu českých turistů, tj. (15 × 35 cm). Na bílém podkladu je v horní části nápis v českém a anglickém jazyce „emergency call – tísňová volání". V levé části jsou nouzová telefonní čísla Integrovaného záchranného systému ČR s logy jednotlivých složek. V pravé části je velmi velkým písmem uveden kód traumatologického bodu tvořený údajně dvěma písmeny, kde první písmeno označuje kraj (P = Plzeňský) a druhé písmeno oblast v rámci kraje (A = národní park Šumava) – na dokumentační fotografii je zřejmě starší tabulka, kde označení kraje chybí a kód A 13 obsahuje jen jedno písmeno), a číslem konkrétního bodu. Pod tímto kódem jsou menším písmem uvedena nouzová telefonní čísla Horské služby a Informační a strážní služby.
Tabulka umisťovaná Lesy České republiky před rokem 2016 uvádí unikátní kód traumatologického bodu – označení okresu a pořadové číslo (např. UH 001). Levá část tabulky obsahuje důležitá nouzová telefonní čísla zdravotnické záchranné služby (155), hasičů (150), policie (158) a tísňové linky SOS (112). Pod unikátním kódem traumatologického bodu následují jeho přesné geografické souřadnice (např. 49°06′25.5″ N   017°13′24.8″ E).  Tabulky Lesů ČR umisťované v roce 2014 ve Chřibech měly převažující tmavozelenou barvu, nejvýrazněji na nich byl uveden kód bodu (červeným písmem na bílém podkladu, druhým nejvýraznějším prvkem bylo zelenobílé logo Lesů ČR, zatímco telefonní čísla, souřadnice i nadpis tabulky „RESCUE POINT – OZNAČENÍ BODU ZÁCHRANY“ byly provedeny poměrně drobným bílým písmem na tmavozeleném podkladu. Tabulky umisťované Lesy ČR před říjnem 2016 ve státních lesích na Litvínovsku, Luhačovicku a v okolí Boubína podle sdělení mluvčí Lesů ČR ze září 2016 neměly jednotnou grafiku.
Tabulky umísťované Lesy České republiky od října 2016 jsou nepatrně menší než šumavské tabulky, mají rozměry 14 × 33 cm. Tabulky jsou z tvrzeného plastu s hliníkovým povrchem, výrazně žluté. Nejsou na nich již uvedeny souřadnice bodu záchrany. Tabulka je výrazně nadepsaná „BOD ZÁCHRANY – RESCUE POINT“. Kromě výrazně uvedených čtyř základních čísel tísňového volání (112, 150, 155, 158) je na tabulce nově drobným písmem uvedeno též telefonní číslo ředitelství Lesů České republiky (+420 956 999 111) pro případ oznámení o poškozeném bodu záchrany. Oproti dřívějším verzím přibylo dvojjazyčné vysvětlení, k čemu bod záchrany slouží a jak se používá.

### Postup zřizování a evidence
Podle metodiky vlastník lesa navrhne rozmístění bodů na konkrétní místa v konkrétním okrese, a to na viditelném místě a zpravidla tam, kde se nevyskytují jiné známé orientační body a zároveň tam musí být signály mobilních operátorů. Návrh předá vlastník v elektronické podobě ke konzultaci příslušném HZS kraje, který pak provede v součinnosti se základními složkami IZS definitivní výběr lokalit. V rámci projednávání zástupci základních složek IZS doplní do návrhu údaje o dostupnosti bodu záchrany (např. pěšky, na kole, vozidlo ZZS, cisterna CAS). Poté je návrh zaslán oddělení IZS MV generálního ředitelství HZS ČR, které jednotlivým bodům záchrany přiřadí identifikační kódy. Totéž oddělení pak vede evidenci seznamu bodů záchrany dle vlastníků na webových stránkách HZS ČR a o zanesení bodů do databáze informuje vlastníka lesů, resp. tabulek, a teprve poté je možné tabulky umístit v terénu. Tabulky vyrábí a umisťuje vlastník lesa podle vzoru určeného metodikou, rovněž odpovídá za jejich čitelnost, viditelnost a údržbu.
V první fázi zřizování traumatologických bodů mapu traumatologických bodů v digitální podobě předávaly Lesy ČR krajským operačním střediskům Hasičského záchranného sboru. Tištěné mapy traumatologických bodů spolu s klíči od zámků závor lesních cest měla k dispozici zdravotnická záchranná služba, hasiči a Policie ČR v jednotlivých okresech. Traumatologické body jsou vyznačovány i v některých tištěných turistických mapách, některé z nich i v digitální turistické mapě mapy.cz.